# Trauerbartvogel (Afrikanischer Bartvogel)
Der Trauerbartvogel (Gymnobucco bonapartei) ist eine Vogelart aus der Familie der Afrikanischen Bartvögel. Die Art ist nicht identisch mit dem Olivrücken-Bartvogel (Capito aurovirens), der zur Familie der Amerikanischen Bartvögel gehört und manchmal auch Trauerbartvogel genannt wird. 
Der Trauerbartvogel kommt in Afrika beiderseits des Äquators vor. Es werden mehrere Unterarten unterschieden. Die IUCN stuft den Trauerbartvogel als nicht gefährdet (least concern) ein.

## Erscheinungsbild
Die Männchen der Nominatform erreichen eine Flügellänge zwischen 7,6 und 8,5 Zentimetern. Die Schwanzlänge beträgt 3,8 bis 4,7 Zentimeter. Der Schnabel wird zwischen 1,5 und 1,8 Zentimeter lang. Weibchen sind nur geringfügig größer. Es besteht ansonsten kein Sexualdimorphismus. Insgesamt ist der Trauerbartvogel ein kleiner, kräftig gebauter Vogel.
Männchen und Weibchen haben eine grauschwarze Stirn und einen grauschwarzen Vorderscheitel. Beide weisen einzelne gelblich-bräunliche Flecken auf. Der Rest des Kopfes ist graubraun. Das Kinn und die Kehle sind grau. Die Körperoberseite ist braun mit rötlichenbraunen Federschäften. Der Schwanz ist verhältnismäßig kurz und grünbraun bis grüngrau. Die Körperunterseite ist ebenfalls braun und wird in Richtung Unterschwanzdecken dunkler. Auf der Brust haben die Federn blasse Federschäfte. Der Schnabel ist braunschwarz bis tiefschwarz, wobei die Schnabelbasis tendenziell etwas dunkler ist. Am Schnabelgrund entspringen einige steife Borsten. Bei der Nominatform ist die unbefiederte Region rund um die Augen bräunlich-pink. Die Augen sind rot bis braun. Die Beine und Füße sind dunkelbraun. Jungvögel haben eine den adulten Vögeln ähnliche Gefiederfärbung, sind jedoch dunkler braun, der Schnabel ist blasser.
Die Unterart G. b. cinereiceps hat cremeweiße bis gelbe Augen und eine mehr graue Kehle.
Verwechslungsmöglichkeiten bestehen vor allem mit anderen Arten aus seiner Gattung: Vom Glatzenbartvogel und Borstenbartvogel unterscheidet sich der Trauerbartvogel durch den dunkleren Schnabel. Vom Rußbartvogel unterscheidet sich der Trauerbartvogel durch das insgesamt etwas gestreifter wirkende Gefieder und zumindest im Osten seines Verbreitungsgebietes durch die helleren Augen.

## Verbreitungsgebiet und Lebensraum
Der Trauerbartvogel ist ein Bewohner der Wälder der Tiefebenen. Im Osten seines Verbreitungsgebietes kommt er aber auch noch in Höhenlagen bis 2450 Meter vor. Das Verbreitungsgebiet erstreckt sich vom Westen Kameruns über den Süden der Zentralafrikanischen Republik, den Süden des Sudan und den Westen Kenias bis nach Angola, die DR Kongo, Burundi und den Westen Tansanias.

## Lebensweise
Der Trauerbartvogel ist regional ein sehr häufiger Vogel und abgesehen von der unmittelbaren Region um Dörfer, wo der Glatzenbartvogel der häufigere Vogel ist, die häufigste Art der Borstenbärtlinge. Er besiedelt Primärwald und dichten Sekundärwald, verwilderte Plantagen und kommt auch in Dorfnähe vor, wenn die Dörfer in Wäldern liegen. Es handelt sich um einen sehr sozial lebenden Vogel, der sich während der Nahrungssuche in kleinen bis großen Trupps aufhält. Innerhalb dieser Verbände kommt es häufig zu aggressiven Interaktionen. Zu den typischen Aggressionsverhalten gehört ein Öffnen des Schnabels und ein Anheben der Flügel. Der Schwanz wird gespreizt und der Kopf sehr hoch getragen. Den Gruppen können auch Borstenbärtlinge anderer Arten angehören. Der Trauerbartvogel nistet auch häufig im selben Baum wie andere Arten seiner Gattung.  
Das Nahrungsspektrum besteht überwiegend aus Früchten. Daneben nimmt er auch Insekten wie Wespen, Heuschrecken, Libellen und Käfer zu sich. Während der Nahrungssuche attackiert er häufig andere Bartvogelarten wie beispielsweise den Gelbfleck-Bartvogel und den Flecken-Bartvogel, wenn sich diese an denselben fruchttragenden Bäumen einfinden. Der Trauerbartvogel ist ein Höhlenbrüter, der seine Nisthöhle in den toten Ästen von Bäumen selber zimmert. Er verteidigt allerdings nur die unmittelbare Nähe seiner Nisthöhle und duldet andere Brutvögel im selben Baum. Die Fortpflanzungsbiologie ist noch nicht vollständig untersucht. Es ist aber bekannt, dass ein Gelege aus durchschnittlich vier Eiern besteht.

## Belege